# SI kiegészítő egység
1995-ig a Nemzetközi mértékegységrendszerben az alapegységek mellett két kiegészítő egységet használtunk, melyek:
| Fizikai mennyiség | SI-egység neve | SI-egység szimbóluma | Kifejezése SI-alapegységekkel | Kifejezése SI-alapegységekkel |
| ----------------- | -------------- | -------------------- | ----------------------------- | ----------------------------- |
| síkszög           | radián         | rad                  | 1                             | m·m−1                         |
| térszög           | szteradián     | sr                   | 1                             | m2·m−2                        |

1995 októberében a 20. Általános Súly- és Mértékügyi Értekezlet úgy határozott, hogy a kiegészítő egységek olyan dimenziótlan származtatott egységek, amelyek szabadon használhatók más származtatott mennyiségek képzésére. (A döntés óta tehát nem létezik az SI-ben a kiegészítő egységek kategóriája.)